# Sinfonia n. 4 (Čajkovskij)
La Sinfonia n. 4 in fa minore, op. 36 di Pëtr Il'ič Čajkovskij fu composta tra il 1877 ed il 1878.

## Struttura della composizione
La sinfonia si divide in quattro movimenti della durata complessiva di quaranta minuti ed è composta a programma.
I movimento: Andante sostenuto — Moderato con anima. Così l'autore si espresse in una lettera inviata alla Nadežda Filaretovna von Meck per descriverne il programma contenuto nella Sinfonia: "L'introduzione contiene il germe di tutta una vita, il fato è la forza del destino che ostacola la nostra felicità; è come una spada di Damocle e avvelena senza posa l'anima... Bisogna assoggettarglisi... Non sarebbe meglio abbandonare la realtà e sprofondarsi nei sogni? Il fato ci risveglia... Tutta la vita è un'ininterrotta alternativa di dura realtà. Non esiste un porto... Dobbiamo navigare su questo mare finché esso non ci inghiotte e non ci sommerge nelle sue profondità".
II movimento: Andantino in modo di canzona. "È la descrizione di quella sensazione melanconica che ci prende quando di sera siamo ormai del tutto soli e stanchi delle fatiche effettuate durante il giorno".
III movimento: Scherzo. Pizzicato ostinato. Allegro. "Il terzo tempo non esprime sensazioni particolari, è un arabesco capriccioso, un'apparizione fugace simile a quelle che colgono la nostra fantasia quando si beve un bicchiere di vino e si sente essere lievissimamente brilli..."
IV movimento: Finale. Allegro con fuoco. Ebbe a dire Čajkovskij nella sua descrizione alla von Meck: "Quando non trovate in voi la felicità, guardate gli altri, andate in mezzo al popolo, guardate come la gente si diverte, come si concede alla sua gioia! Il quarto tempo è il quadro di una festa popolare... Appena avete dimenticato voi stessa, appare instancabilmente il fato... Ma in fondo la vita è bella..!". 

## Discografia
- Leonard Bernstein, Boston Symphony Orchestra, 1957
- Herbert von Karajan, Berliner Philharmoniker, 1966
- Michail Pletnëv, Orchestra nazionale russa, DGG 459 596 CD 1996
- Julian Kovatchev, Sofia Festival Orchestra, CD 1999